# روبرت كورتني ديفيس
روبرت كورتني ديفيس (بالإنجليزية: Robert Courtney Davis)‏ هو عسكري أمريكي، ولد في 12 أكتوبر 1876 في بنسيلفانيا في الولايات المتحدة، وتوفي في 2 سبتمبر 1944 في Elmsford, New York ‏ في الولايات المتحدة.